# Arvid Rönnegren
Arvid Rönnegren, född omkring 1680 i Halland, död 26 november 1737 i Kattarps socken. Han var en svensk fiolbyggare på 1730-talet i Kattarp. Han har även varit ryttare.

## Biografi
Arvid Rönnegren föddes omkring 1680 och bodde i Kattarps socken. Han arbetare där som ryttare och violinmakare. Han gifte sig första gången med Anna Gabrielsdotter (1658–1737). Han gifte sig andra gången 1737 med Hanna Ingemarsdotter. De fick tillsammans sonen Arvid (född 1738). Rönnegren avled 26 november 1737 i Kattarp.
Rönnegren blev 1700 ryttare nummer 72 vid Majorens kompani, Norra skånska kavalleriregementet. Han togs till fånga av ryssarna och kom hem i juni 1722.

## Instrument
- Fiol som tillverkades 1733 av Rönnegren. Finns bevarad på Stockholms museum, Stockholm.